# 軍事計畫法 (法國)
軍事計畫法（法語：loi de programmation militaire，LPM），或軍事程序法，為法國政府對武裝部隊進行的軍事規畫法案，期限通常為四、五年或六年，自2003年來為六年。

## 定義
軍事規劃法的目的是在幾年內確定用於軍事支出的國家預算的金額和分配。
法國議會自1960年以來通過了程序法，然後1976年通過軍事程序法，這些法令決定了法國多年來打算用於國防的資源。

## 歷史

### 2003-2008
為了反應911恐攻後的國際安全形式的改變並滿足防務、維護國際地位和爭奪歐洲領導權，2002年1月27日法國國民議會通過了「2003-2008年軍事規劃法」，並再次強調法國必須擁有強大的國防和現代化軍隊
- 兩大目標
  - 鞏固職業化軍隊
  - 職業化軍隊擁有新一代武器裝備

### 2014-2019
2015年11月13日的巴黎襲擊案時任法國總統法蘭索瓦·歐蘭德提出修改軍事計畫法以考慮到戰略環境的演變，強化國內公共空間安全，並停止員額裁減。

#### 2017年夏季國防預算之爭
2017年政府宣布削減國防預算8.5億歐元。這一削減與總統艾曼紐·馬克宏（Emmanuel Macron）的政見不符，馬克宏在在整個競選活動中不斷提出要增加預算讓國防支出佔GDP的2％。

### 2019-2025
2019-2025年軍事計畫法概述了2019-2025年期間軍事手段的規劃路徑，規定了到2030年軍備規畫的指導方針並將其轉化為2025年前的財政需求和2023年前的預算資源。
| 軍種           | 類型                   | 設備                              | 2019年數量 | 2025年數量 | 2030年願景 |
| -------------- | ---------------------- | --------------------------------- | ---------- | ---------- | ---------- |
| 共通           | 衛星                   | 多國太空監偵觀測衛星系統（MUSIS） | 1          | 3          | 3          |
| 共通           | 衛星                   | 穀神星信號情報衛星（CERES）       | 0          | 1          | 1          |
| 共通           | 無人機                 | REAPER                            | 2 / 6      | 4 / 12     | 8 / 24     |
| 共通           | 無人機                 | 歐洲中空長航時無人機系統          | 0 / 0      | 1 / 3      | 8 / 24     |
| 陸軍           | 戰車                   | 勒克萊爾                          | 241        | 200        | 200        |
| 陸軍           | 裝甲車                 | 總數                              | 330        | 300        | 300        |
| 陸軍           | 裝甲車                 | ERBC美洲虎裝甲偵查車              | 0          | 150        | 300        |
| 陸軍           | 多用途裝甲車           | VBMR獅鷲裝甲車                    | 3          | 936        | 1872       |
| 海軍           | 核動力航空母艦         | 戴高樂號                          | 1          | 1          | 1          |
| 海軍           | 彈道飛彈核潛艦（SNLE） | 凱旋級                            | 4          | 4          | 4          |
| 海軍           | 核攻擊潛艦（SNA）      | 紅寶石級                          | 6          | 2          | 0          |
| 海軍           | 核攻擊潛艦（SNA）      | 梭魚級                            | 0          | 4          | 6          |
| 海軍           | 巡防艦                 | 阿基坦級、佛賓級、FTI             | 12         | 12         | 15         |
| 海軍           | 二等巡防艦             | 拉法葉級                          | 5          | 5          | 0          |
| 空軍           | 戰鬥機                 | 總數                              | 254        | 253        | 280        |
| 空軍           | 戰鬥機                 | Rafale（海軍航空兵數量）          | 143 (41)   | 171 (42)   | 225 (40)   |
| 空軍           | 運輸機                 | 總數                              | 48         | 43         | 53         |
| 空軍           | 運輸機                 | A400M                             | 14         | 25         | 35         |
| Notes 1. 2. 3. |                        |                                   |            |            |            |

### 2024年—2030年
法國國民議會及參議院分別於2023年7月12日及13日就法國「七年建軍法案」進行院會辯論及投票，雙雙表決通過史上最高的七年建軍預算、共4133億歐元（約14兆3649億台幣）。法國總統馬克宏並於同年8月1日頒布該法，完成立法程序。
重申法國身為印太強權，將依據《國際海洋法》持續捍衛印太地區自由航行權，尤其是南海及台灣海峽，以維護該地區的和平與穩定。

## 資料來源
1. ↑  Ministère des Armées. .   [2020-07-12]. （原始内容存档于2020-11-27） （法语）.
2. ↑  . Le Figaro. 2017-07-13  [2020-07-12]. （原始内容存档于2023-07-21） （法语）.
3. ↑  . Ministère des Armées. 2018-02-16  [2020-07-12]. （原始内容存档于2021年1月28日）.
4. ↑  
馬克宏頒布「7年建軍法」 保衛台海自由航行 法國首度入法 （页面存档备份，存于） 2023.8.3 自由時報
5. ↑  
法國頒布「7年建軍法」 全球首例立法捍衛台海自由航行 （页面存档备份，存于） 2023.8.2 公視